# 潘洪 (成化進士)
潘洪（1439年—1498年），字裕夫，直隶淮安府邳州宿遷縣人，明朝政治人物。

## 生平
早年出身國子生，中應天府鄉試第五十三名舉人。成化十一年（1475年）乙未科進士。初為吏科給事中。成化二十三年（1487年）升任福建邵武府知府。因舉報邵武衛指揮楊鏵貪污，而被誣陷逮捕。無罪釋放，改守青州府，因为祖母去世辞官。

## 家族
曾祖潘得，祖潘智，義官；父潘敏（1417年-1491年），字志学，四川永寧宣撫司經歷，母王氏。妻唐氏，弟潘清（成化戊子举人、貢士）；潘淳；潘滋。